# Edward Aloysius Mooney

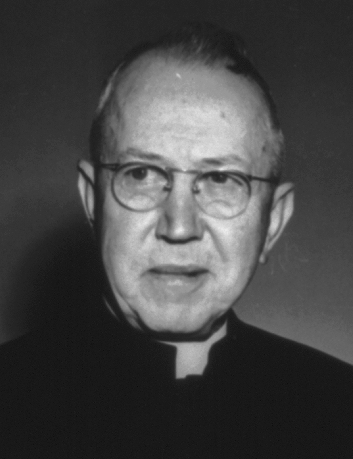
Edward Aloysius Kardinal Mooney

Kardinalswappen

Edward Aloysius Kardinal Mooney (* 9. Mai 1882 in Mount Savage, Maryland, Vereinigte Staaten; † 25. Oktober 1958 in Rom) war Erzbischof von Detroit.

## Leben
Edward Aloysius Mooney erhielt seine theologische und philosophische Ausbildung in Ellicott City, Baltimore und Rom. Er empfing am 10. April 1909 das Sakrament der Priesterweihe und arbeitete anschließend als Dozent am Seminar von Cleveland. Von 1916 bis 1922 leitete er an gleicher Stelle die Bischöfliche Lateinschule. In den Jahren 1923 bis 1926 wirkte Edward Aloysius Mooney als Geistlicher Rektor am Päpstlichen Nordamerika-Kolleg in Rom.
Papst Pius XI. verlieh ihm 1925 den Titel eines Hausprälaten Seiner Heiligkeit und ernannte ihn am 18. Januar 1926 zum Titularerzbischof von Irenopolis in Isauria und Apostolischen Delegaten im Osten Indiens mit Sitz in Bangalore. Die Bischofsweihe empfing Edward Aloysius Mooney durch den Präfekten der Kongregation für die Ausbreitung des Glaubens, Wilhelmus Marinus Kardinal van Rossum. Von 1931 bis 1933 war er Apostolischer Delegat in Japan. Am 28. August 1933 ernannte ihn der Papst zum Bischof von Rochester unter Beibehaltung des persönlichen Titels eines Erzbischofs. Am 26. Mai 1937 wurde er zum Erzbischof von Detroit ernannt.
Papst Pius XII. nahm ihn am 18. Februar 1946 als Kardinalpriester mit der Titelkirche Santa Susanna in das Kardinalskollegium auf.
Edward Aloysius Mooney starb am 25. Oktober 1958 in Rom wenige Stunden vor Beginn des Konklaves, aus dem Papst Johannes XXIII. hervorgehen sollte. Er wurde in der Krypta des St. John’s Seminars von Detroit bestattet. Als das Seminar 1988 geschlossen wurde, überführte man seine Gebeine in ein Grab auf einem Detroiter Friedhof.